# Charles-Marie Widor
Charles-Marie Widor (Lió, 22 de febrer de 1844 – París, 12 de març de 1937) fou un compositor i organista francès.
Era fill d'un organista, que fou el seu primer mestre, i després ingressà en el Conservatori reial de Brussel·les. En acabar els estudis assolí la plaça d'organista de l'Església de Sant Francesc de Lió i, finalment, el 1869 s'encarregà del magnífic orgue de l'Església de Sant Sulpici, a París, lloc que conservà durant molts anys. El 1891 succeí a César Franck com a professor d'orgue del conservatori parisenc i el 1896 a Théodore Dubois com a professor de composició, càtedra en la que tingué molts alumnes que després serien artistes coneguts. Organista eminent, compositor de mèrit i erudit musicògraf, l'obra de Widor, és molt variada.
Entre les seves composicions per a orgue hi figuren en primer lloc 10 sonates, a les quals pel seu desenvolupament i amplitud el seu autor anomenà justament simfonies. La resta de la seva producció comprèn tres simfonies per a orquestra; igual nombre de concerts per a piano i violoncel; Une nuit de Walpurgis per a orgue i cor; un trio i un quintet per a instruments d'arc amb piano; melodies; cors; duets; el Salm 62 per a dos orgues, dos cors i orquestra; una Missa, a dos cors amb dos orgues; nombrosos motets; Conte d'avril, música d'escena; Les Jacobites, música d'escena per l'obra de Coppée (1885); La Korrigane, ballet; Jeanne d'Arc, pantomima (1890); Nerto, òpera vers el text de Mistral; Les pêcheurs de Saint-Jean, òpera (1905); Ouverture espagnole, per a orquestra; Coral i variacions, per a dues arpes i orquestra, etc. Com a musicògraf se li deu: La musique grecque et les chants de l'eglise latine; l'orgue moderne, antologia d'obres modernes per a orgue i diversos estudis i prefacis.

## Alumnes
- Atherton Percy Lee
- Ion Nonna Otescu
- Dumitru Georgescu Kiriac
- Georges Elbert Migot
- Henri Martelli
- Hans Klotz
- Blair Fairchild
- James Thomas Quarles
- Edward Burlingame Hill
- Gabriel Dupont
- Henry Libert
- Jacques Pillois
- Andrée Vaurabourg
- Jeanne Leleu
- Henri Gagnon.